# Suplex

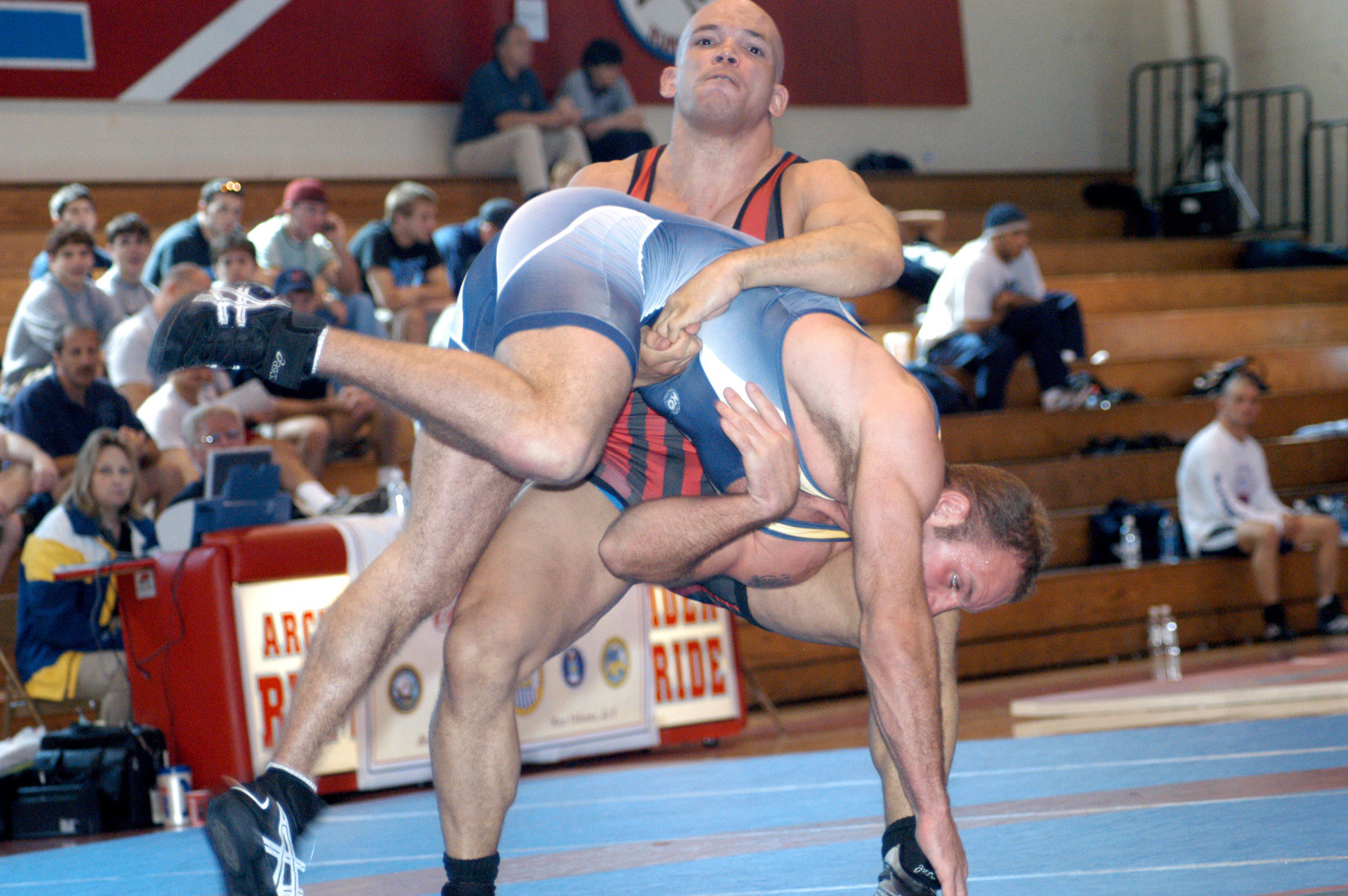
Suplex en la lluita grecorromana

Un suplex és un moviment ofensiu utilitzat tant en la lluita olímpica com en la lluita aficionada i la lluita professional. Consisteix a aixecar els oponents i fer ponts o rodar per colpejar-los a l'esquena.